# Шахгалдян, Самвел Суренович
Самве́л Суре́нович Шахгалдя́н (арм. Սամվէլ Շահգելդյան, 1 апреля 1951, село Алапарс Разданский район) — бывший депутат парламента Армении.
- 1982—1987 — Ереванский политехнический институт. Инженер-механик.
- 1969—1971 — служил в Советской Армии.
- 1972—1977 — работал экономистом в Алапарсском совхозе.
- 1977—1988 — работал на Чаренцаванском кузнечно-прессовом заводе экономистом, затем начальником цеха.
- 1988—1991 — секретарь парткома на заводе автопогрузчиков, а в 1991—1993 — заместитель генерального директора.
- 1993—1996 — директор Чаренцаванского кузнечно-прессового завода, директор Чаренцаванского завода литейной оснастки.
- 1996—1997 — директор Чаренцаванского инструментального завода.
- 1997—1998 — председатель совета ЗАО «Мурч».
- 1999—2003 — генеральный директор ОАО «Армавто».
- 2003—2007 — был депутатом парламента. Член постоянной комиссии по социальным вопросам, по вопросам здравоохранения и охраны природы. Член партии «Оринац Еркир».